# Lotus Five Star
Lotus Fivestar院線私人有限公司（英語：Lotus Fivestar Cinemas (M) Sdn Bhd，經營名稱為，或簡稱）是蓮花集團（Lotus Group）旗下的馬來西亞連鎖影院。Lotus Five Star也是馬來西亞主要的印度電影發行商。LFS Cinemas是馬來西亞第四大連鎖影院，僅次於嘉通院线、TGV院線和MBO院線。
該公司另有Lotus Five Star AV，是馬來西亞本地和印度泰米爾語、泰盧固語及印地語電影的主要發行商，擁有DVD和VCD發行權，LFS AV還在馬來西亞的院線、VOD發行香港粵語電影。

## 背景
Lotus Five Star是一家連鎖影院，始於1980年代，經營著24家戲院。LFS放映不同類型的多語言電影，以滿足廣大客戶的興趣。他們還擁有自2012年以來馬來西亞最古老的戲院——體育館戲院。體育館戲院大部分首映的都是考萊塢、托萊塢和寶萊塢電影，而在當地人中更普遍地稱為「印度電影院」或「泰米爾電影院」。自2017年10月1日起，26家LFS戲院中有13家現已更名為mmCineplexes。

## 外部連結
- 官方网站